# CSC Ghiroda
Clubul Sportiv Comunal Ghiroda & Giarmata Vii, cunoscut sub numele de CSC Ghiroda sau simplu Ghiroda, este un club de fotbal românesc situat în Ghiroda, județul Timiș. Fondat în 2010 sub denumirea de ACS Ghiroda, care în prezent evoluează în Liga a III-a. 
Clubul a înregistrat progrese semnificative în ligile de fotbal românești, în mare parte datorită situației economice favorabile a comunei, aceasta fiind inclusă în zona metropolitană Timișoara.

## Istorie

### Primii ani și ascensiunea (2010-prezent)
CSC Ghiroda a fost înființată în anul 2010 sub denumirea de ACS Ghiroda și, în primii zece ani de activitate, a înregistrat progrese semnificative în ligile de fotbal românești, datorită situației economice favorabile a comunei, parte a extinderii zonei metropolitane Timișoara. Ghiroda a fost înscrisă pentru prima dată în Liga V (nivelul cinci) în vara anului 2011. La finalul primului sezon, echipa s-a clasat pe locul 1, cu 15 puncte avans față de locul doi, FC Jebel, obținând promovarea în Liga a IV-a. În sezonul următor, echipa din apropierea Timișoarei a fost aproape de o a doua promovare consecutivă, însă s-a clasat pe locul 2, după echipa a doua a lui Nuova Mama Mia Becicherecu Mic.
Sezonul 2013-2014 a marcat o realizare importantă pentru tânărul club de fotbal CSC Ghiroda, care a câștigat seria Județeană Timiș din Liga a IV-a, devansând Politehnica Timișoara cu doar un punct. Politehnica Timișoara este cel mai prestigios club de fotbal din regiunea istorică Banat și unul dintre cluburile tradiționale din România, ajuns în acel sezon în Liga a IV-a din cauza falimentului din 2012.  În calitate de campion al județului Timiș, Ghiroda a participat la play-off-ul de promovare, însă nu a reușit să facă pasul următor, fiind învinsă la penalty-uri de Industria Galda, campioana județului Alba. În următoarele două sezoane, Ghiroda s-a clasat pe locul 3, ratând orice șansă de a promova în divizia a treia. La finalul sezonului 2016-2017, clubul de lângă Timișoara a câștigat Seria Timiș din Liga a IV-a și play-off-ul de promovare împotriva echipei Inter Petrila, campioana județului Hunedoara, reușind să promoveze în Liga a III-a pentru prima dată în istoria recentă a clubului.i. 
La finalul primului sezon, „ghirodanii” au terminat pe locul 9, din 15 și au salvat de la retrogradare, apoi în vara anului 2018, ACS Ghiroda a fost re-brandat CSC Ghiroda & Giarmata Vii, schimbând și culorile clubului din alb și albastru până la galben și albastru. La sfârșitul sezonului 2018–19, echipa a avut din nou probleme, dar a evitat retrogradarea în ultimul tur. După acest sezon, au urmat alte două cu rezultate mai bune iar „albaștrii și galbenii” s-au clasat pe locurile 8 și 5, stabilizându-se cumva la acest nivel.

## Stadion
CSC Ghiroda și-a disputat meciurile de acasă pe stadionul Emilian Pavel, din Ghiroda, județul Timiș, un stadion cu o capacitate de doar 200 de locuri, dar în condiții bune, inclusiv o nocturnă. 

## Parcursul competițional
| Sezon   | Nivel | Divizie                       | Loc   | Note | Cupa României |
| ------- | ----- | ----------------------------- | ----- | ---- | ------------- |
| 2024–25 | 3     | Liga a III-a (Seria a IX-a)   | TBD   |      | Turul trei    |
| 2023–24 | 3     | Liga a III-a (Seria a VII-a)  | 1 (C) |      | Turul trei    |
| 2022–23 | 3     | Liga a III-a (Seria a VIII-a) | 3     |      | Turul trei    |
| 2021–22 | 3     | Liga a III-a (Seria a VIII-a) | 2     |      | Turul doi     |
| 2020–21 | 3     | Liga a III-a (Seria a VIII-a) | 5     |      | Turul partu   |
| 2019–20 | 3     | Liga a III-a (Seria a IV-a)   | 8     |      | Turul partu   |
| 2018–19 | 3     | Liga a III-a (Seria a IV-a)   | 11    |      | Turul trei    |

| Sezon   | Nivel | Divizie                     | Loc      | Note      | Cupa României   |
| ------- | ----- | --------------------------- | -------- | --------- | --------------- |
| 2017–18 | 3     | Liga a III-a (Seria a IV-a) | 9        |           | Nu a participat |
| 2016–17 | 4     | Liga a IV-a (TM)            | 1 (C, P) | Promovată | Turul doi       |
| 2015–16 | 4     | Liga a IV-a (TM)            | 3        |           | Faza județeană  |
| 2014–15 | 4     | Liga a IV-a (TM)            | 3        |           | Faza județeană  |
| 2013–14 | 4     | Liga a IV-a (TM)            | 1 (C)    |           | Faza județeană  |
| 2012–13 | 4     | Liga a IV-a (TM)            | 2        |           | Faza județeană  |
| 2011–12 | 5     | Liga a V-a (TM)             | 1 (C, P) | Promovată | Faza județeană  |

## Palmares
Liga a III-a
- Câștigători (1): 2023-24
- Locul 2 (1): 2021-22

Liga a IV-a – Județul Timiș
- Câștigători (2): 2013–14, 2016–17
- Locul 2 (1): 2012–13

Liga a V-a – Județul Timiș
- Câștigători (1): 2011–12

Cupa României – Județul Timiș
- Câștigători (1): 2015–16
- Locul 2 (1): 2014–15